# Pessoa (revista)
A Revista Pessoa foi uma plataforma digital centrada na produção literária contemporânea de língua portuguesa, fundada em 2010 e encerrada em 2023.
Foi pioneira na articulação regular com autores de países de língua portuguesa, partilhando vários aspectos da herança comum dada pela língua e se constituindo num importante acervo da literatura contemporânea de língua portuguesa. Apresentou obras de escritores – tanto consagrados quanto estreantes – de dicções e traços variados, numa clara valorização da pluralidade na comunidade de língua portuguesa. Enquanto esteve ativa alcançou mais de um milhão de leitores no mundo inteiro. 

## História
A revista Pessoa foi fundada pela jornalista e editora Mirna Queiroz e lançada na Bienal Internacional do Livro de São Paulo de 2010, com apoio da Imprensa Oficial do Estado de São Paulo e do Museu da Língua Portuguesa. O título é uma homenagem ao poeta português Fernando Pessoa, um dos maiores nomes da literatura universal. Em entrevista à Lusa, a agência de notícias portuguesa, Mirna Queiroz sublinhou que:
"A revista pretende sobretudo incentivar a leitura, queremos levar a literatura até o leitor, principalmente às camadas mais distantes que não têm acesso a equipamentos públicos, por falta de oportunidade ou de conhecimento."
Para ajustar-se às tendências globais do mercado de publicações e para alcançar mais leitores, em 2012 a Pessoa interrompeu a sua versão impressa e concentrou a produção do seu conteúdo em plataforma online. Em fevereiro de 2016 lançou o seu novo design e nova equipe de colunistas com o objetivo de reforçar a identidade plural da revista e explorar plenamente as potencialidades do ambiente digital.
Em 2018 a revista alcançou 280 mil leitores em todo o mundo.
Em 2019, a revista ganhou o Prêmio IPL Retratos da Leitura, categoria Mídia, no Brasil. Ao justificar o prêmio, o crítico literário Manuel da Costa Pinto, um dos jurados, destacou: "a revista adquiriu prestígio no meio literário não apenas brasileiro ao contar com vários colaboradores de outros países, constituindo um espaço de diálogo da lusofonia (...) segue uma linha editorial com referências nos estudos culturais, ou seja, dá ênfase aos critérios identitários na escolha de temas/colaboradores".
Em outubro de 2016, o jornal Valor Econômico destacou a revista como "uma das iniciativas mais inovadoras e plurais surgidas na cena literária nos últimos anos", e em 2023 a Folha de S.Paulo descreveu-a como "uma revista prestigiada em círculos literários".
Em 2023 foi anunciado o encerramento da revista Pessoa e a doação do seu espólio para a Universidade de São Paulo.

## Contribuidores notáveis
Polifônica, dividiu-se em seções de ficção, poesia, crônica, crítica, tradução e ensaio que deram acesso a uma visão abrangente da produção literária contemporânea. 
Vários reconhecidos escritores de língua portuguesa  publicaram na Pessoa ou foram entrevistados pela revista, como Ferreira Gullar, Gonçalo M. Tavares, Manuel Alegre, Luiz Ruffato, Valter Hugo Mãe, Milton Hatoum, Tatiana Salem Levy ou Djaimilia Pereira de Almeida. 
A revista Pessoa deu espaço a dezenas de autores e autoras que só viriam a ser amplamente reconhecidos anos mais tarde, como Victor Heringer, Edimilson de Almeida Pereira, Prisca Augustoni, Micheliny Verunschk, Djaimilia Pereira de Almeida, Lucrecia Zappi, Fabiane Guimarães, Adelaide Ivánova, Lilia Guerra ou Luciany Aparecida.
A revista também é reconhecida pela alta qualidade de seus ensaístas e articulistas residentes que escrevem sobre temas literários/culturais, políticos e sociais. A lista inclui Alison Entrekin, Eloésio Paulo, Manuel Jorge Marmelo, Noemi Jaffe, Elvira Vigna, Rafael Cardoso, Nilma Lacerda, Ronaldo Bressane, Tiago Novaes, Joselia Aguiar, Juliano Garcia Pessanha, Victor Heringer, Isabel Lucas e Alice Sant’Anna.

## Curadoria
A revista foi pioneira ao lançar um sistema de curadoria formado por intelectuais que são largamente reconhecidos no mercado editorial. Foram curadores Luiz Ruffato, Carlos Henrique Schroeder, Mirna Queiroz, Dora Ribeiro, Moacir Amâncio, Eric M. Becker, Manuel Alberto Valente, Noemi Jaffe, Joselia Aguiar, Heloisa Jahn, Micheliny Verunschk e Luci Collin.
Os curadores, de forma dialógica, tornaram  os processos de edição mais dinâmicos: acompanharam de perto, por um lado, a linha editorial da revista, que não é estática, e por outro, os debates, as tendências do meio. Como scouts, apresentaram os autores mais relevantes da atualidade, os que estavam despontando ou que já estavam consolidados mas caíram injustamente no esquecimento. Leitores atentos, os curadores cumprem um papel criterioso, afinado, gerando legitimidade. 

## E-books
Em 2014 a Pessoa e a editora Mombak iniciaram a publicação de e-books com o objetivo de dar destaque a vozes literárias emergentes. Uma das coleções mais bem sucedidas – Latitudes –, editada pela escritora Maria Valéria Rezende, publicou cinco autores de recantos brasileiros menos conectados com o mercado literário, tendo chegado ao primeiro lugar da lista de e-books mais vendidos pela Amazon.com no Brasil.
No mesmo ano, a Mombak reuniu contos e poemas publicados na revista Pessoa ao longo do ano, sob curadoria de Luiz Ruffato, em duas antologias em formato ebook. A primeira - Desassossego - publicou contos de Cíntia Moscovich, Susana Moreira Marques, Luiz Roberto Guedes, Carlos Quiroga, Monique Revillion, Vanessa Ribeiro Rodrigues, Marta Barbosa, Sergio Leo, Márcia Barbieri, Rafael Gallo, Alexandre Staut, André de Leones, Carlos Henrique Schroeder, Daniel Antônio, Astier Basílio, Tiago R. Santos, José Luiz Passos, Maurício de Almeida e Wladyr Nader. A segunda antologia - Fingimento - publicou poemas de Donizete Galvão, Ronaldo Cagiano, Victor Heringer, Antonio Barreto, Iacyr Anderson de Freitas, Eloésio Paulo, Ana Martins Marques, Moacir Amâncio, José de Assis Freitas Filho, Vera Lúcia de Oliveira, Tércia Montenegro, Adriana Lisboa, Mariana Ianelli, Camila do Valle e Dora Ribeiro.

## Antologias
Em 2015 a Pessoa iniciou a publicação anual de antologias de escritores brasileiros para promover a literatura de língua portuguesa no estrangeiro (em francês, inglês e árabe). A primeira antologia, com 27 autores (prosa, poesia, infantojuvenil e teatro), foi apresentada na edição de 2015 do Salon du livre de Paris e, no mesmo ano, no Boston Book Festival. A publicação foi editada pelo professor de literatura da Universidade Paris-Sorbonne, Leonardo Tonus. Em 2019, uma antologia com 12 autores, em árabe, foi apresentada no Abu Dhabi International Book Fair, com apoio do Kalima Project for Translation do Abu Dhabi Department of Culture & Tourism.

## Eventos
A Pessoa organizou regularmente eventos no Brasil e no exterior para incentivar a leitura ou para promover a literatura de língua portuguesa, incluindo sessões no Salon du livre de Paris, no Printemps Littéraire Brésilien, no Abu Dhabi International Book Fair ou no Boston Book Festival (que pela primeira vez teve uma sessão dedicada à literatura brasileira), em parceria com instituições acadêmicas reconhecidas, como a Universidade Paris-Sorbonne, o Instituto de Tecnologia de Massachusetts (MIT), o Abu Dhabi Department of Culture & Tourism ou a Universidade de Boston. Eventos no Brasil foram organizadas em parceria com o Sesc, a Secretaria de Cultura do Governo do estado de São Paulo e a Livraria Blooks, entre outras instituições.
A revista Pessoa (juntamente com Eric M. B. Becker) organiza o The Pessoa International Literary Festival, evento organizado anualmente nos Estados Unidos ou em Portugal. A primeira edição em 2018 decorreu em Nova York e teve apoio da Universidade de Columbia, enquanto a segunda edição, no ano seguinte, foi organizada em Lisboa.

## Parcerias
A Pessoa foi membro associado do Boston Literary District, primeiro Distrito Cultural Literário dos EUA. Em 2015, a Pessoa e a Worldreader, uma organização sem fins lucrativos dos Estados Unidos que tem como missão "fornecer livros digitais para crianças e famílias no mundo em desenvolvimento", firmaram uma parceria com o objetivo de disponibilizar o conteúdo da Pessoa gratuitamente. Foi a primeira parceria da Worldreader com um parceiro de mídia lusófona. Em 2016, foi anunciada também uma parceria com a Words Without Borders focada no intercâmbio de textos com o objetivo de apresentar a produção contemporânea de autores dos EUA e de língua portuguesa.